# Württembergische B (alt)
Die Württembergische B (ältere Baureihe) waren Lokomotiven der Königlich Württembergischen Staats-Eisenbahnen mit der Achsfolge 2'B.
Die Klasse B wurde auch mit den später beschafften Tenderlokomotiven B (Krauss) und ab 1869 den steifachsigen 1B-Lokomotiven der ursprünglichen Klasse D besetzt.

## Geschichte
Zwischen 1865 und 1868 baute die Maschinenfabrik Esslingen sechs Lokomotiven der Klasse B, die die Nummern 140 bis 143, 178 und 179 erhielten.
Die für den schweren Schnellzugdienst beschafften Lokomotiven waren die letzten, bei denen das mit den ersten Norris-Lokomotiven übernommene kurze Drehgestell mit Anordnung der Zylinder vor dem Drehgestell verwendet wurde. Das in den USA bereits 1852 eingeführte langgespreizte Drehgestell wurde nicht verwendet, obwohl die Maschinenfabrik Esslingen derartige Konstruktionen bereits für andere Bahnen gebaut hatte. Erst 30 Jahre später wurde das (nun langgespreizte) vordere Drehgestell bei den Schnellzuglokomotiven der Klasse D wieder verwendet.
Die Lokomotiven sind als Weiterentwicklung der Klasse A (alt) zu betrachten. Wiederum wurden große Treibräder verwendet, die Rostfläche war zwar vergrößert worden, aber im Zusammenspiel mit den ungünstigen, ebenfalls vergrößerten Zylindermaßen war der Kessel immer noch zu klein dimensioniert. Im Betrieb sollen sich die Lokomotiven aufgrund einer unzureichenden Dampfentwicklung in Verbindung mit den zu großen Treibrädern nicht bewährt haben. Dafür war wahrscheinlich hauptsächlich das stark wechselnde Gelände ursächlich.
1882 wurden die Lokomotiven Strassburg und Zuerich zu 1B umgebaut, 1890 wurde die Wien zu einer Sonderbauart umgebaut. Die anderen drei Lokomotiven wanderten in untergeordnete Nebenbahndienste ab und wurden 1896 ausgemustert.

## Konstruktive Merkmale
Der Crampton-Kessel besaß eine mit dem Langkessel glatt durchlaufende Feuerbüchsdecke. Die Lokomotiven besaßen zwei große Dampfdome, je einen auf dem vorderen Kesselschuss und dem Stehkessel. Die Kessellage mit einer Kesselmitte von 1900 mm über Schienenoberkante war für die damalige Zeit vergleichsweise hoch. Der Regler befand sich im vorderen Dampfdom. Die 202 Heizrohre hatten einen Durchmesser von 45 mm. Die Kesselspeisung erfolgte durch eine Fahrpumpe. Zudem besaßen die Lokomotiven einen zylindrischen Schornstein mit Kranz.
Der Rahmen war als innenliegender Blechrahmen ausgeführt. Das Zweizylinder-Naßdampftriebwerk war mit waagerecht außenliegenden Zylindern und innenliegenden Schieberkästen ausgeführt, die Kreuzkopfführung war zweischienig, der Antrieb erfolgte auf die erste Kuppelachse, als Steuerung wurde eine innenliegende Allan/Trick-Steuerung verwendet.
Die Treibräder hatten einen Durchmesser von 1.830 mm, die Blattfedern unter den Achslagern waren durch relativ lange Ausgleichshebel in Achshöhe verbunden, die Laufräder des führenden Drehgestells hatten einen Durchmesser von 930 mm. Der Achsstand des Drehgestells betrug 1.020 mm, von Drehgestell zu erster Kuppelachse waren es 1.590 mm und zwischen den beiden Kuppelachsen 2.400 mm.
Die Schraubenbremse am Tender wirkte beidseitig auf alle Achsen, der Sandkasten auf der Kesselmitte sandete die Treibachse von vorn. Das offene Führerhaus hatte ein kurzes, nach vorn abgeschrägtes Dach.
Die Lokomotiven waren mit Schlepptendern der Bauart 3 T 6 gekuppelt.

## Umbauten
1882 wurden die beiden Lokomotiven 142 Strassburg und 179 Zuerich zu steifachsigen 1B der Klasse Aa umgebaut. 1890 wurde die Lokomotive 140 Wien zu einer 1'B mit vorderer, durch den Tender einstellbarer Laufachse umgebaut. Die Beweglichkeit der Maschine wurde dadurch jedoch nicht verbessert, durch den Umbau hatte die Laufachse soviel Überlast erhalten, dass die Lokomotive unbrauchbar war. 1890/91 war für die übrigen drei Lokomotiven ein Umbau zur Klasse Tnn4 vorgesehen, der aber nicht durchgeführt wurde. Die Wien wurde zusammen mit den nicht umgebauten Lokomotiven 1896 ausgemustert, während die beiden Aa noch bis 1904 bzw. 1905 im Bestand blieben.

## Fahrzeugliste
| Fabriknr. | Baujahr | Bahnnummer K.W.St.E. | Name       | Umbau | Umbau  | Umbau  | ausgemustert |
| Fabriknr. | Baujahr | Bahnnummer K.W.St.E. | Name       | Jahr  | Klasse | Bauart | ausgemustert |
| --------- | ------- | -------------------- | ---------- | ----- | ------ | ------ | ------------ |
| 727       | 1865    | 140                  | Wien       | 1890  | B      | 1'B n2 | 1896         |
| 728       | 1865    | 141                  | Paris      |       |        |        | 1896         |
| 729       | 1866    | 142                  | Strassburg | 1882  | Aa     | 1B n2  | 1905         |
| 730       | 1866    | 143                  | Coeln      |       |        |        | 1896         |
| 869       | 1868    | 178                  | Basel      |       |        |        | 1896         |
| 870       | 1868    | 179                  | Zuerich    | 1882  | Aa     | 1B n2  | 1904         |